# أوران ماكفيرسون
أوران ماكفيرسون هو سياسي كندي، ولد في 12 أبريل 1886 في كانساس في الولايات المتحدة، وتوفي في 23 مايو 1949 في فيكتوريا في كندا. نشط حزبياً في إتحاد مزارعي ألبرتا ‏. وقد انتخب عضو الجمعية التشريعية في ألبرتا ‏.